# SL二世古號列車

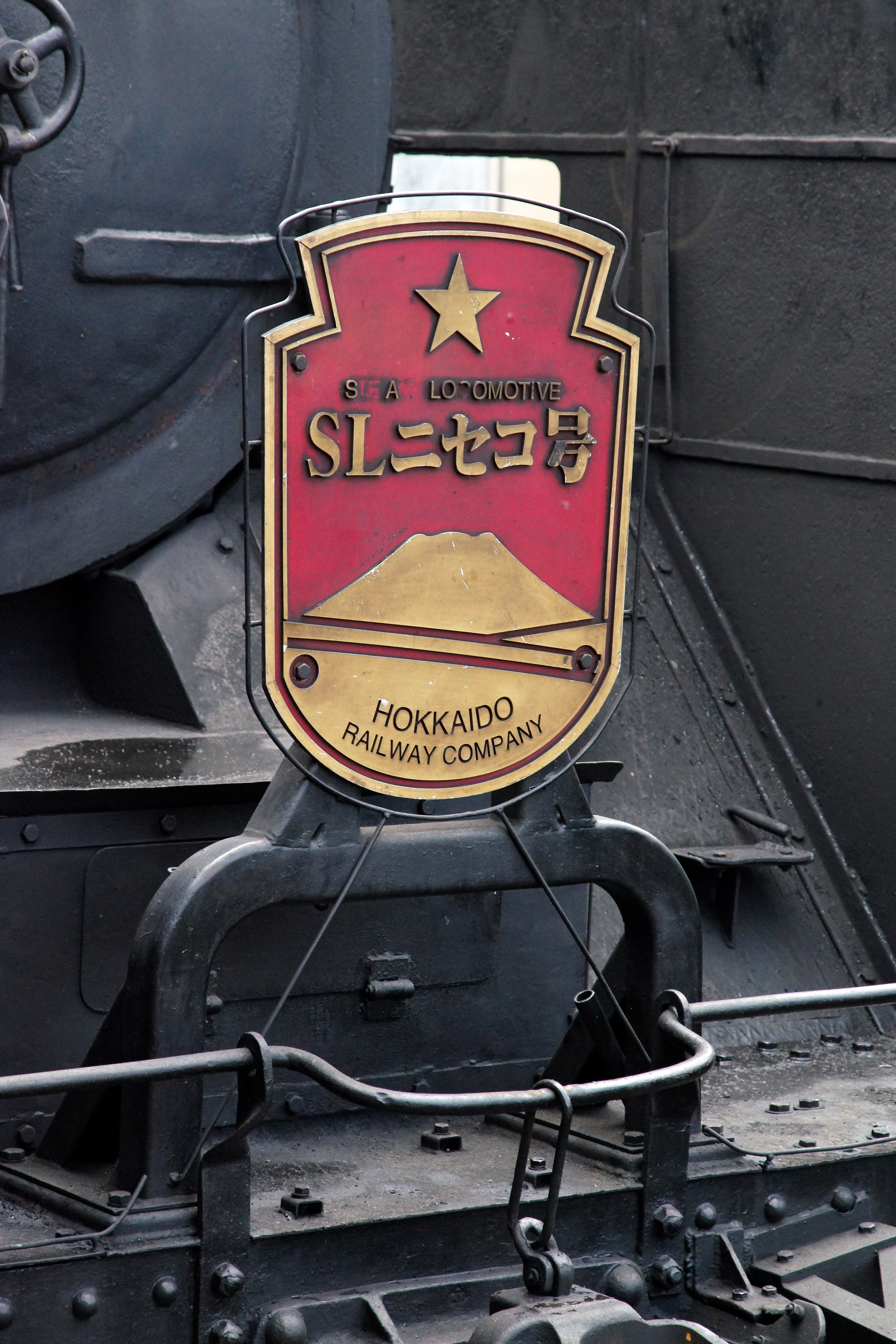
頭牌

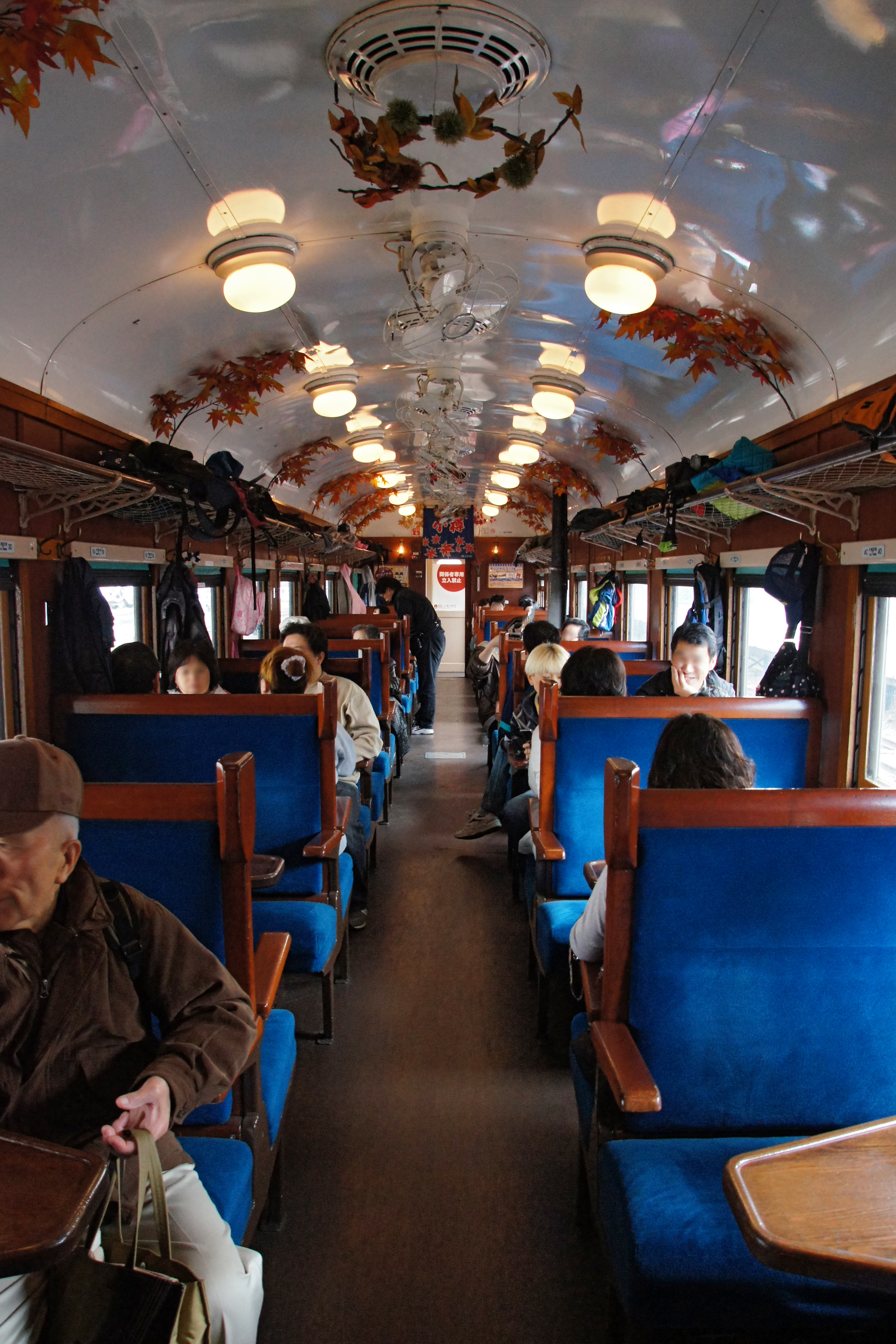
車廂內部

SL二世古號（日语： SL Nisekogou */?）列車是由北海道旅客鐵道（JR北海道）營運，行走於函館本線札幌站至蘭越站（當初為二世古站）之間的臨時列車。該列車由蒸氣機車(SL) 牽引。
在1988年（昭和63年）至1995年（平成7年）之間，於函館本線上曾經設有C62二世古號，而此列車為「C62二世古號」的後繼列車。由於機車較難搭載新型自動列車停止裝置 (ATS) ，為了準備北海道新幹線開通，因此在2014年度是最後一個年度開設「SL二世古號」、「SL函館大沼號」和「SL函館聖誕奇幻號」。「SL二世古號」在2014年11月3日最後一天行走後被廢除。而「SL函館大沼號」和「SL函館聖誕奇幻號」也於同年12月後被廢除。

## 運行概況

### 運行時期
主要在9月至11月的秋季期間行走。札幌至俱知安之間為全車指定席，俱知安至蘭越之間為全車自由席。

### 運行形態
上行從札幌出發前往蘭越的列車中，札幌至小樽之間使用柴油機車牽引，小樽至蘭越之間由SL牽引，並且柴油機車於整抽列車的後方推動列車。
下行從蘭越出發前往札幌的列車中，蘭越至俱知安之間，以及小樽至札幌之間由柴油機車牽引，俱知安至小樽之間的SL會以逆方向行駛，並且柴油機車於整抽列車的後方推動列車。
由於SL的行走速度受到限制，因此在較多列車行走的函館本線札幌至小樽之間，除了不影響其他列車時間表，加上機車可運載的燃料（煤炭）有限（考慮到回程時避免煤炭不足），因此上下行列車都設有柴油機車牽引。

### 停車站
札幌站 - 小樽站 - 余市站 - 仁木站 - 小澤站 - 俱知安站 - 二世古站 - 昆布站 - 蘭越站

## 使用車輛

### 牽引機車
- C11形蒸氣機車（日语：国鉄C11形蒸気機関車）（C11 171或C11 207）

在開始運行當初只使用C11 171。在2000年10月7日起也使用C11 207。該兩輛機車曾經重聯運輸。
- DE15形柴油機車（日语：国鉄DE15形ディーゼル機関車）

作為輔助機車之用。基本會在整抽列車的最後一卡推動列車。但是上述提及也會在車頭牽引列車。

### 客車
由東日本旅客鐵道（JR東日本）購入4卡舊式客車。靠近札幌一方為1號車廂。編成內容如下。在購入後，車身顏色變更為深藍色。
- 1号車 - SuHaFu42 2261（日语：国鉄スハ43系客車）（座位車廂）
- 2号車 - OHaShi47 2001（咖啡廳）
- 3号車 - OHaFu33 2555（座位車廂）
- 4号車 - SuHaFu42 2071（座位車廂）

在2012年（平成24年）的運輸日，為了配合舉行北海道地方旅遊活動。考慮到會較多乘客乘坐，因此發表使用14系「SL鈴蘭號」編成行走「SL二世古號」。

## 注腳